# L'Anse Township (Michigan)
Pour les articles homonymes, voir L'Anse.
L'Anse Township est située dans l’État américain du Michigan, dans le comté de Baraga. Il est peu peuplé, avec une population de 3 926 habitants dans une superficie de 696,6 km². Les monts Arvon et Curwood se trouvent dans le Township. 
Son nom, comme celui du village de L'Anse, est une référence à son endroit à la base de la péninsule de Keweenaw. Les explorateurs français ont visité l'endroit de L'Anse au XVIIe siècle.